# Manuel Va Esteve
Manuel Va Esteve (Barcelona, 18 de novembre de 1913 - Barcelona, 17 d'octubre de 1997) va ser un destacat futbolista de la UE Sant Andreu, tot i que també va ser jugador del FC Barcelona.

## Trajectòria[2]
La major part de la seva carrera esportiva va estar lligada al que va ser el club de la seva vida: la Unió Esportiva Sant Andreu. Els seus primers anys de carrera van estar lligats al FC Sant Cugat, fins que la temporada 1932-33 va aterrar al club quadribarrat. En aquesta etapa d'una sola temporada va gaudir de poques oportunitats, i va marxar a jugar al CE Sabadell, el CE Júpiter i a la UE Vic.En època de guerra va estar al club les temporades 1936-37 i 1939-40, per després passar a jugar en el club durant deu temporades seguides.
La temporada 1940-41 va fitxar pel FC Barcelona. Va debutar el 29 de setembre de 1940 a Nervión (Sevilla). Només va arribar a jugar 11 partits oficials amb el primer equip i va marcar 2 gols.
La millor època de la seva carrera futbolística, des de 1941 a 1952, amb l'única interrupció de 1943-44. Durant tota aquesta època, va gaudir de la titularitat indiscutible, on la competència d'altres jugadors com Munné o Mariano Martín, no li van arravatar un lloc guanyat a pols.Era un davanter centre nat, que tot i haver arribat a jugar en alguna ocasió de defensa central, tenia un olfacte pel gol indubtable, olfacte que el va portar a ser el màxim golejador de la història andreuenca amb un total de 94 gols.
Però aquest no és l'únic rècord de Manuel Va. També es va convertir en el jugador que major nombre de temporades ha estat en el primer equip, un total de tretze. I el jugador on el període entre la seva arribada al club i la seva retirada va ser més llarga, i és que d'ençà que va aterrar per primera vegada l'any 1932, fins a l'any de la seva retirada del club i del futbol el 1952, varen passar vint anys.

## Trajectòria esportiva
- FC Sant Cugat
- CE Sabadell FC: 1933-1934
- CE Júpiter: 1934-1935
- FC Vic: 1935-1936
- UE Sant Andreu: 1932-1933, 1936-1937, 1939-1940, 1941-1943, 1944-1952
- FC Barcelona: 1940-1941